# Kopaczówka (obwód wołyński)
Kopaczówka (ukr. Копачівка) – wieś na Ukrainie nad rzeką Styr. Administracyjnie podlega rejonowi różyszczeńskiemu, w obwodzie wołyńskim. Znajduje się ok. 19 km na północny zachód od Łucka.
W okolicach wsi odnaleziono ślady osadnictwa z okresu neolitu.
W latach 1919–1939 w granicach II RP.